# Bunești (okręg Kluż)
Bunești – wieś w Rumunii, w okręgu Kluż, w gminie Mintiu Gherlii. W 2011 roku liczyła 887 mieszkańców.